# Mel Tormé
Melvin Howard Tormé (Chicago, 13 september 1925 – Los Angeles, 5 juni 1999), ook wel bekend als The Velvet Fog, was een Amerikaans muzikant die bekend is door zijn jazzzang. Hij was ook jazzcomponist en -arrangeur, drummer, acteur en auteur van vijf boeken. Hij schreef het nummer "The Christmas Song" (ook bekend als "Chestnuts Roasting on an Open Fire", in het Nederlands "kastanjes roosteren op een open vuur") met Robert Wells.

## Biografie
Tormé werd geboren in Illinois, in Chicago. Hij had Russisch-Joodse ouders, met als toenmalige achternaam Torma. Deze achternaam werd veranderd in Tormé. Hij zong voor het eerst professioneel op 4-jarige leeftijd met het Coon-Sanders Orkest. Hij zong het nummer "You're Driving Me Crazy" (Nederlands: "Je maakt me gek") in een restaurant. Tussen 1933 en 1941 trad hij op bij diverse radioprogramma's. Hij schreef zijn eerste nummer op 13-jarige leeftijd, waarna zijn eerste nummer "Lament to Love" drie jaar later werd uitgebracht. Als tiener zong, arrangeerde en drumde hij. Hij drumde in een band onder leiding van Chico Marx van de Marx Brothers. Hij studeerde in 1944 af op de Chicago's Hyde Park High School.

## Overzicht

### Filmografie
- Higher and Higher (1943)
- Ghost Catchers (1944)
- Pardon My Rhythm (1944)
- Resisting Enemy Interrogation (1944)
- Let's Go Steady (1945)
- Junior Miss (1945)
- The Crimson Canary (1945)
- Janie Gets Married (1946)
- Good News (1947)
- Words and Music (1948)
- Duchess of Idaho (1950)
- The Fearmakers (1958)
- The Big Operator (1959)
- Girls Town (1959)
- Walk Like a Dragon (1960)
- The Private Lives of Adam and Eve (1960)
- The Patsy (1964)
- A Man Called Adam (1966)
- Land of No Return (1978)
- Artie Shaw: Time Is All You've Got (1985)
- The Night of the Living Duck (1988)
- Daffy Duck's Quackbusters (1988)
- The Naked Gun 2½: The Smell of Fear (1991)

### Televisiewerk
- The Mel Tormé Show (1951–1952)
- TV's Top Tunes (presentator in 1951)
- Summertime U.S.A. (1953)
- The Comedian (1957)
- The Pat Boone Chevy Showroom (1960)
- To Tell the Truth (1964)
- The Lucy Show as Mel Tinker (1965–1967)
- Run for Your Life, with Ben Gazzarra
- You Don't Say! (1967)
- The Virginian (speciale gast 1968)
- It Was a Very Good Year (1971)
- Pray TV (1982)
- Hotel (1983)
- Night Court (1986–1992)
- A Spinal Tap Reunion: The 25th Anniversary London Sell-Out (1992)
- Pops Goes the Fourth (1995)
- Seinfeld (1995)
- Sliders (1996)

- Bibsys: 2020406
- Biblioteca Nacional de España: XX1411862
- Bibliothèque nationale de France: cb139005088 (data)
- CiNii: DA13470470
- Gemeinsame Normdatei: 118873067
- International Standard Name Identifier: 0000 0000 8154 304X
- Library of Congress Control Number: n50014544
- Nationale Bibliotheek van Letland: 000069894
- MusicBrainz: 4439c2fd-a754-4f6a-b3a6-791b47726156
- Nationale Bibliotheek van Tsjechië: xx0150700
- Nederlandse Thesaurus van Auteursnamen: 070777683
- Istituto Centrale per il Catalogo Unico: TO0V402130
- LIBRIS: 208945
- SNAC: w62f8rsc
- Système universitaire de documentation: 078051770
- Trove: 993743
- Virtual International Authority File: 74039030
- WorldCat: E39PBJtH7rm8Rpr9hGVkP9Vgrq